# Anders Skaarup Rasmussen
Anders Skaarup Rasmussen (født 15. februar 1989 i Odder) er en dansk badmintonspiller. Han er først og fremmest herredoublespiller og har i mange år spillet fast sammen med Kim Astrup. Sammen har de opnået flere store resultater med VM-sølvmedaljen i 2023 som højdepunktet.
Som senior har Skaarup efter at være blevet sat sammen med Kim Astrup efterhånden opnået gode resultater, selvom de i første omgang lå lidt bagefter Mads Conrad-Petersen og Mads Pieler Kolding, som de blandt andet tabte til i EM-finalen i 2016. I 2018 blev de europamestre,  men da parret senere samme år vandt China Open, var det deres største resultat på det tidspunkt.
Astrup og Skaarup var med ved OL 2016 i Rio de Janeiro, hvor de gik videre fra indledende pulje, men tabte en tæt kamp mod kineserne Li Junhui og Liu Yuchen, der senere vandt sølv. Ved EM 2021 vandt de bronze, hvilket også blev resultatet til VM dette år efter nederlag i semifinalen til et kinesisk par. I 2022 var deres bedste resultat en finaleplads i Japan Open, mens de i 2023 vandt guld ved European Games, inden de ved VM i 2023 meget overraskende nåede finalen, hvor de dog tabte en tæt kamp til koreanerne Kang Min Hyuk og Seo Seung Jae.